# Adriana Lima
Adriana Francesca Lima [adɾiˈãnɐ frɐ̃ˈseska ˈlimɐ], brazilska igralka in model, * 12. junij 1981, Salvador, Bahia, Brazilija.
Leta 2012 je bila na Forbesovem seznamu najbolje plačanih modelov na 4. mestu.